# Centro Espacial Luigi Broglio

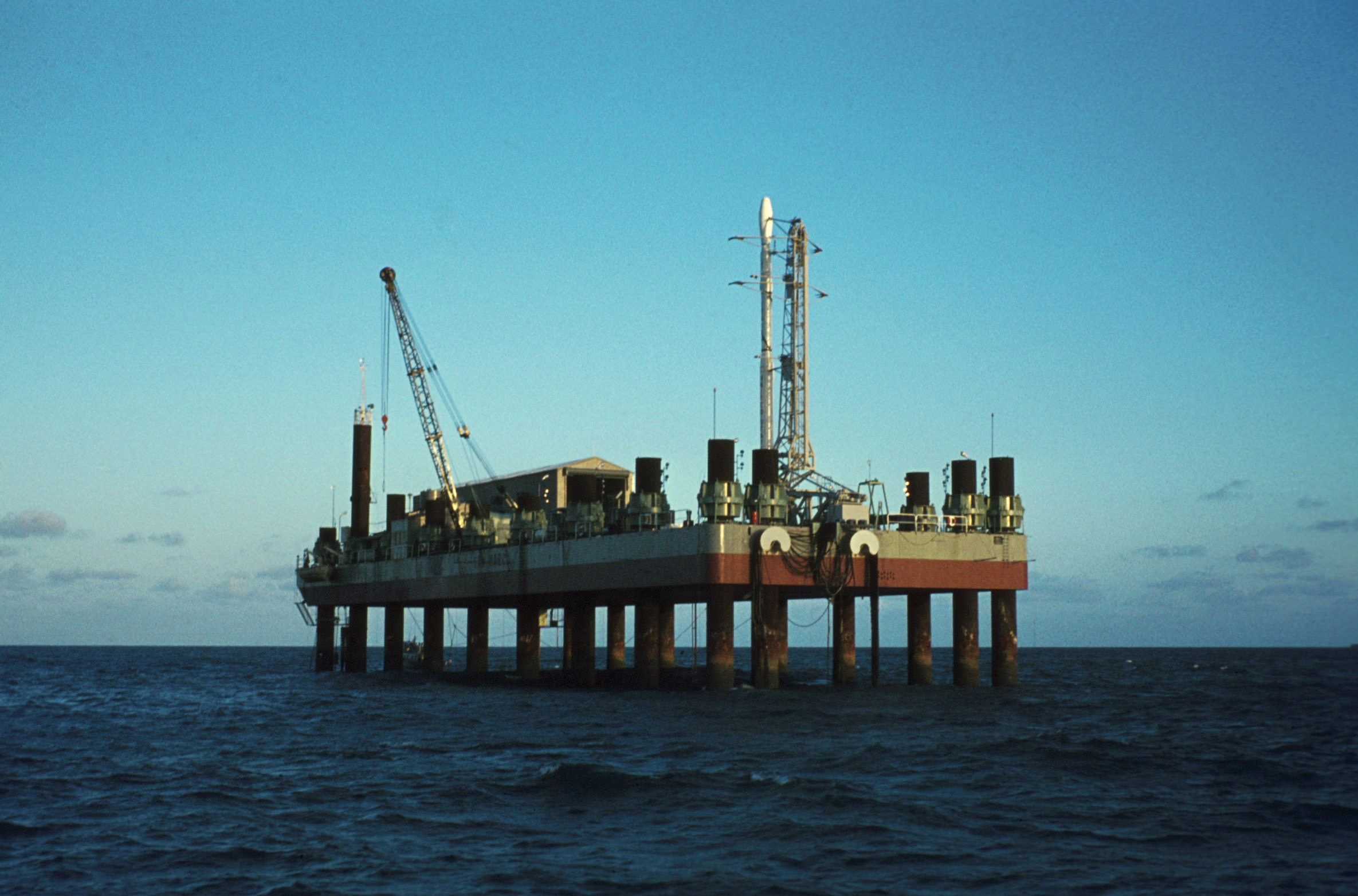
La Plataforma de lanzamiento San Marco, con un cohete Scout.

El Centro Espacial Luigi Broglio (en inglés Luigi Broglio Space Center o BSC; en italiano Centro Spaziale Luigi Broglio) es una base espacial italiana situada cerca de Malindi, Kenia.
Lleva el nombre de su fundador, el pionero espacial italiano Luigi Broglio. Desarrollado en los años 1960 mediante una asociación entre el Centro de Investigación Aeroespacial de la Universidad de Roma La Sapienza y la NASA, el BSC ha servido como un puerto espacial para el lanzamiento de satélites italianos e internacionales. El centro comprende un lugar de lanzamiento en alta mar principal, conocido como la plataforma San Marco, así como dos plataformas de control secundarias y una de comunicaciones; además, hay una estación terrestre en tierra firme. En 2003, un decreto legislativo entregó a la Agencia Espacial Italiana la gestión del centro a partir del 2004; el nombre fue cambiado desde el anterior San Marco Ecuatorial Range. Mientras que la estación de tierra está todavía en uso para las comunicaciones por satélite, el BSC no se utiliza actualmente como un lugar de lanzamiento.

## Lanzamientos de satélites
| Fecha de lanzamiento | Vehículo  | Carga útil    | COSPAR ID                                                        | Comentarios                                                                                             |
| -------------------- | --------- | ------------- | ---------------------------------------------------------------- | --- |
| 1967-04-26           | Scout B   | San Marco 2   | 1967-038A                                                        | El San Marco 1 fue lanzado previamente desde Wallops en los EE. UU.                                     |
| 1970-12-12           | Scout B   | Uhuru (SAS-A) | 1970-107A                                                        | |
| 1971-04-24           | Scout B   | San Marco-3   | 1971-036A                                                        | |
| 1971-11-15           | Scout B   | S-Cubed A     | 1971-096A Archivado el 28 de octubre de 2011 en Wayback Machine. | |
| 1972-11-15           | Scout D-1 | SAS-B         | 1972-091A                                                        | |
| 1974-02-18           | Scout D-1 | San Marco 4   | 1974-009A                                                        | |
| 1974-10-15           | Scout B-1 | Ariel 5       | 1974-077A                                                        | Las operaciones de satélite fueron dirigidas desde un centro de control en el Appleton Lab, Reino Unido |
| 1975-05-07           | Scout F-1 | SAS-C         | 1975-037A                                                        | |
| 1988-03-25           | Scout G-1 | San Marco-D/L | 1988-026A                                                        | |